# Milan Dvorščík
Milan Dvorščík (Považská Bystrica, 7 maart 1970) is een voormalig professioneel wielrenner uit Slowakije. Hij vertegenwoordigde zijn vaderland tweemaal bij de Olympische Spelen: in 1996 en 2000. Dvorščík won de zilveren medaille bij wereldkampioenschappen in 1994 op het onderdeel wegwedstrijd voor amateurs. 

## Palmares
1990
- 3e in 9e etappe deel a Závod Míru

1994
- 2e in Wereldkampioenschappen, wegwedstrijd (amateurs)

1996
- 3e in 1e etappe Závod Míru
- 2e in 1e etappe Lidice
- 2e in 2e etappe Lidice
- 59e in Olympische Spelen, wegwedstrijd

1999
- 3e in Eindklassement Kroz Srbiju
- 1e in Proloog Ronde van Burkina Faso

2000
- 3e in GP ZTS Dubnica nad Vahom
- 87e in Olympische Spelen, wegwedstrijd
- 1e in 6e etappe Ronde van de Zuid-Chinese Zee

## Ploegen
- 1998 — Avianca - Telecom - Kelme (Colombia)
- 1999 — De Nardi-Pasta Montegrappa (Slowakije)

Bedin · 
Bratkowski · 
Dante · 
Dvorščík · 
Fedenko · 
Juhlin · 
Kirchen ·
Ljungblad · 
Mugerli · 
Riska · 
Rosendahl · 
Schipak · 
Schwarzlmüller · 
Sedoen · 
Sparr · 
Trentini · 
Valach · 
Zatti